# 孔托
孔托（法語：Contault，法語發音：[kɔ̃to]）是法国马恩省的一个市镇，属于香槟沙隆区。

## 地理
孔托（48°54'50"N, 4°47'34"E）面积9.62 平方千米，位于法国大東部大區马恩省，该省份为法国东北部内陆省份，北起阿登省，西北接埃纳省，西南接塞纳-马恩省，南至奥布省，东南接上马恩省，东临默兹省。
与孔托接壤的市镇（或旧市镇、城区）包括：努瓦尔略、比西勒勒波、波塞斯、圣马尔叙勒蒙、索姆耶夫尔。

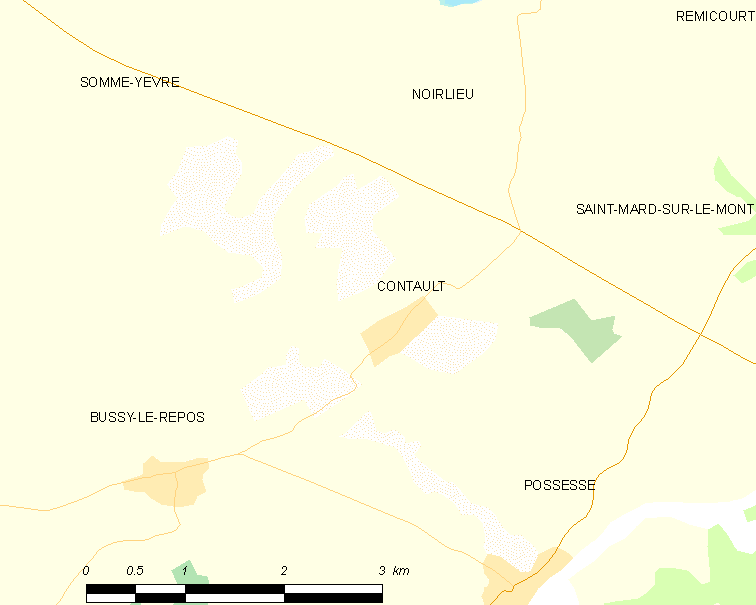
孔托的OSM定位图

孔托的时区为UTC+01:00、UTC+02:00（夏令时）。

## 行政
孔托的邮政编码为51330，INSEE市镇编码为51166。

## 政治
孔托所属的省级选区为阿戈讷-叙普-韦勒县。

## 人口

1962-2008年间孔托人口变化图示

孔托于2022年1月1日时的人口数量为67人。